# Malacanthura ornata
Malacanthura ornata är en kräftdjursart som först beskrevs av Barnard 1957.  Malacanthura ornata ingår i släktet Malacanthura och familjen Anthuridae. Inga underarter finns listade i Catalogue of Life.